# كمين باليسترو
كمين باليسترو أو كمين الأخضرية هو اشتباك عسكري وقع في 18 مايو 1956، خلال ثورة التحرير الجزائرية، بالقرب من قرية جراح في الأخضرية بولاية البويرة، نصب خلالها قسم من حوالي أربعين مجاهدا من جيش التحرير الوطني، بقيادة الملازم علي خوجة، كميناً لدورية عسكرية من واحد وعشرين رجلاً من فوج المشاة الاستعماري التاسع في الجيش الفرنسي، وأودى بحياة 20 جنديا فرنسيا.
في 19 يونيو 1956، بعد شهر من الكمين، تم تنفيذ أول إعدامين في حق مجاهدين، وهما أحمد زبانة وعبد القادر فراج. واعتُبرت عمليات الإعدام هذه «رداً» على الكمين.

## روابط خارجية
- كمين باليسترو وتأثيره على صيرورة الثورة